# Rhacophorus orlovi
Rhacophorus orlovi es una especie de ranas que habita en Laos, Tailandia y Vietnam. 
Esta especie está en peligro de extinción  por la pérdida de su hábitat natural.